# He's All That
He's All That är en amerikansk romantisk komedifilm från 2021 i regi av Mark Waters, från ett manus skrivet av R. Lee Fleming Jr. Filmen är en nyinspelning av filmen She's All That från 1999. I huvudrollerna syns Addison Rae och Tanner Buchanan, tillsammans med bland andra Madison Pettis, Peyton Meyer, Rachael Leigh Cook och Matthew Lillard. Cook och Lillard är återkommande skådespelare från She's All That, där de spelade rollerna som Laney Boggs och Brock Hudson.
Filmen hade premiär på Netflix den 27 augusti 2021.

## Rollista i urval
| Karaktär           | Skådespelare       | Svensk röst          |
| ------------------ | ------------------ | -------------------- |
| Padgett Sawyer     | Addison Rae        | Matilda Smedius      |
| Cameron Kweller    | Tanner Buchanan    | Leon Pålsson Sälling |
| Alden Pierce       | Madison Pettis     | Ima Nilsson          |
| Jordan Van Draanen | Peyton Meyer       | Alexander Kaunitz    |
| Anna Sawyer        | Rachael Leigh Cook | Sofie Hamilton       |
| Rektor Bosch       | Matthew Lillard    | Mattias Knave        |
| Brin Kweller       | Isabella Crovetti  | Marta Ruthström      |
| Quinn              | Myra Molloy        | Linn Ehrner          |
| Nisha              | Annie Jacob        | Hanna Bhagavan       |

Övriga röster: Mimmi Olsen, Ester Sjögren, Oliver Lohk, Ludvig Turner, Einar Sundqvist, Mia Hana Hansson och Nadja Veigas
- Studio – Eurotroll AB
- Översättare – Joakim Tidermark
- Regissör och inspelningstekniker – Jörn Savér och Jonas Jakobsen Liljehammar
- Mixtekniker – Magnus Veigas
- Projektledare – Chaya Mandoki Jegeus

Svensk version producerad av Eurotroll AB för Netflix Dubbing